# Lahage (Frankrijk)
Lahage is een gemeente in het Franse departement Haute-Garonne (regio Occitanie) en telt 262 inwoners (1999). De plaats maakt deel uit van het arrondissement Muret.

## Geografie
De oppervlakte van Lahage bedraagt 7,6 km², de bevolkingsdichtheid is 34,5 inwoners per km².
De onderstaande kaart toont de ligging van Lahage (Frankrijk) met de belangrijkste infrastructuur en aangrenzende gemeenten.

## Demografie
Onderstaande figuur toont het verloop van het inwonertal (bron: INSEE-tellingen).